# Нигерийская митрополия
Нигерийская митрополия (греч. Ιερά Μητρόπολη Νιγηρίας) — епархия Александрийской православной церкви на территории Нигерии, Нигера, Бенина и Того с кафедрой в городе Лагос, Нигерия.

## История
В сентябре 1997 года патриаршим и синодальным указом Александрийской православной церкви была учреждена Нигерийская епископия на территории Нигерии, Нигера, Бенина и Того с кафедрой в Лагосе, будучи выделена из состава Камерунской.
В июне 2003 года православная церковь была признана правительством Нигерии.
27 октября 2004 года решением Священного Синода епархия была возведена в ранг митрополии, правящему епископу был усвоен титул «митрополит Нигерийский, ипертим и экзарх Гвинейского залива».

## Статистика
В митрополии насчитывается 29 приходов и 9 общин. В приходах служат 22 священника, 2 диакона, 3 иподиакона. В городе Порто-Ново в Бенине расположен женский монастырь Покрова Пресвятой Богородицы.

## Митрополиты
- 24 ноября 1997 — 30 июня 2023 — Александр (Яннирис), до 27 октября 2004 в ранге епископа
- 5 июля 2023 — 15 февраля 2024, в/у — Георгий (Владимиру), митрополит Гвинейский
- с 15 февраля 2024 — Никодим (Тоткас)